# Рабат - Сале - Замур - Заер
Рабат – Сале – Замур – Заер е един от 16-те региони на Мароко. Населението му е 2 366 494 жители (2004 г.), а площта 9580 кв. км. Намира се в часова зона UTC+0 в северозападната част на страната. Разделен е на 4 провинции и префектури.